# Kolpanselkä
Kolpanselkä är ett sund i Finland. Det ligger i Björneborg i landskapet Satakunta, i den sydvästra delen av landet, 240 km nordväst om huvudstaden Helsingfors.